# Georg Lauer
Georg Lauer oder Laur (* vermutlich in Würzburg; † 1481 oder später) ist ein Inkunabeldrucker in Rom im 15. Jahrhundert. Mehr als 50 Frühdrucke können seinem Offizin zugeschrieben werden.

## Leben und Werk
Die Lebensgeschichte Lauers ist weitgehend unbekannt. Unbekannt ist auch, wo Lauer das Druckhandwerk gelernt hat. Belegt ist dagegen, dass ihn 1470 der päpstliche Arzt Johannes Philippus de Lignamine für seine Druckwerkstatt im St. Eusebius-Kloster in Rom angestellt hat. Wahrscheinlich hat Lauer auch für die Inkunablendrucker Arnold Pannartz und Konrad Sweynheym gearbeitet, die den Buchdruck nach Rom gebracht haben. Damit gehört Lauer zu den etwa 25 deutschen Buchdruckern in Rom vor 1500 und zu den ersten Druckern überhaupt. Lauer war vor allem Schriftsetzer und vermutlich in dieser Funktion bei Seynheym und Pannartz tätig, hat aber auch eigenständig Pannartz’ Erstausgabe der Briefe des Hieronymus fortgesetzt (1479). Lauers römische Typen waren Vorlage für andere Drucke wie etwa von Andreas Hess in Buda, der mit Lauer in Rom zusammengearbeitet hat.
Von 1472 bis 1474 arbeitete Lauer eng mit Leonhard Pflugl (auch Pfliegl oder Pflugel) in der für die Zeit typischen kurzfristigen Partnerschaft zusammen. Beide nannten sich Magister, was den gelehrten Anspruch ihrer Arbeit unterstreicht. Die Drucke lateinischer und griechischer Klassiker brachte kaum Geld ein, doch die Drucke juristischer und kanonistischer Texte, die Lauer und Pflugl als erste zu drucken begannen, wurden von der päpstlichen Kurie vielfach nachgefragt. Die Drucke wurden mit den damals gebräuchlichsten Kommentaren versehen. Als deren Herausgeber und Korrektoren fungierten humanistische Gelehrte, die der römischen Kurie nahestanden, darunter Julius Pomponius Laetus, Bartolomeo Platina und Giovanni Luigi Toscano.